# Ширшов (струмок)
Ширшов — струмок в Україні, на межі Донецької та Луганської областей, притока р. Кам'янки (басейн Бахмутки). 

## Опис
Довжина — 3 км. Площа басейну - 4,7 км². Свій початок бере в Ширшовому лісі на південному схилі височини Могила Гостра, впадає в річку Кам'янка (права притока) в с. Верхньокам'янське. Тече на південний захід через с. Верхньокам'янське, протікає землями Званівської громади Бахмутського району Донецької області та Лисичанської громади Сєвєродонецького району Луганської області.
Найкоротша відстань між витоком і гирлом — 2,53 км, коефіцієнт звивистості річки — 1,19. Висота витоку  — 181 м над рівнем моря, висота гирла  — 100 м. над рівнем моря, похил струмка — 27 м/км.
Живиться джерелами (14 шт.) та за рахунок атмосферних опадів. Має 2 загати.
Використовується на сільськогосподарські потреби та як зона рекреації.
Населені пункти вздовж берегової смуги: Золотарівка.
Струмок перетинає залізнична гілка ділянки Сіверськ - Переїздна Лиманської дирекції Донецької залізниці.

## Цікаві факти
Назву струмка Ширшов на картографічних матеріалах зазначена лише одного разу. Це відбулося на німецьких картах 500 метрівках 1939 року.